# Roman Honet
Roman Honet (ur. 1974) – polski poeta, w latach 1995–2008 redaktor dwumiesięcznika literacko-artystycznego Studium oraz książek ukazujących się w bibliotece tego pisma. Laureat nagród literackich, w tym w 2015 Nagrody Poetyckiej im. Wisławy Szymborskiej (ex-aequo z Jackiem Podsiadłą). Redaktor magazynu internetowego LiterackaPolska.pl.

## Życiorys
Uznawany za przedstawiciela nurtu ośmielonej wyobraźni (termin zaproponował Marian Stala) w najnowszej poezji polskiej; określany mianem jednego z nowych egzystencjalistów. 
Prowadzi zajęcia z kreatywnego pisania w Studium Literacko-Artystycznym na Uniwersytecie Jagiellońskim. 
Publikował w wielu czasopismach literackich, między innymi w Nowym Nurcie, Odrze, Toposie, Opcjach, Ha!arcie, Pracowni, Kartkach, Kwartalniku Artystycznym, Kresach, Pro Arte (czasopismo), Frazie, Gazecie Wyborczej, Tygodniku Powszechnym oraz w licznych antologiach krajowych i zagranicznych. 
Jego twórczość tłumaczono na angielski, niemiecki, ukraiński, rosyjski, duński, bułgarski, litewski, czeski, słowacki, słoweński, serbski i hiszpański. 
Roman Honet mieszka w Krzeszowicach.

## Poezja
- alicja, Stowarzyszenie Literackie im. K. K. Baczyńskiego, Łódź 1996
- Pójdziesz synu do piekła, Wydawnictwo Zielona Sowa, Kraków 1998
- serce, Wydawnictwo Zielona Sowa, Kraków 2002
- moja, Biuro Literackie, Wrocław 2008 (wiersze zebrane z istotnymi modyfikacjami)
- baw się, Biuro Literackie, Wrocław 2008
- piąte królestwo, Biuro Literackie, Wrocław 2011
- świat był mój, Biuro Literackie, Wrocław 2014
- rozmowa trwa dalej, Biuro Literackie, Wrocław 2016
- ciche psy Biuro Literackie, Wrocław 2017[3]
- żal, może on, Biuro Literackie, Kołobrzeg 2022[4]
- pamięć niczyja, ciało moje, Biuro Literackie, Kołobrzeg 2024

## Zredagowane antologie
- Antologia nowej poezji polskiej 1990-2000, Wydawnictwo Zielona Sowa, Kraków 2000
- Poeci na nowy wiek, Biuro Literackie, Wrocław 2010
- Połów. Poetyckie debiuty 2010, Biuro Literackie, Wrocław 2011
- Połów. Poetyckie debiuty 2011, Biuro Literackie, Wrocław 2012
- Połów. Poetyckie debiuty 2012, Biuro Literackie, Wrocław 2013

## Opracowania twórczości
- Bowiem zmarli podróżują szybko. Szkice o twórczości Romana Honeta, Instytut Literatury, Kraków 2020
- Przemysław Rojek, Niewyraźna pewność, że życie jest piękne. O poezji Romana Honeta, Instytut Literatury, Kraków 2020[5]

## Nominacje do nagród
- nominacja do Nagrody Literackiej Nike 2009 za tom baw się[6]
- nominacja do Wrocławskiej Nagrody Poetyckiej Silesius (2009 za tom baw się i 2015 za tom świat był mój[7])
- nominacja do Nagrody Literackiej Gdynia 2012 za tom piąte królestwo[8].

## Nagrody
Laureat (ex-aequo z Jackiem Podsiadło) Nagrody Poetyckiej im. Wisławy Szymborskiej w 2015 za tom świat był mój.